# Crystal Palace Football Club 2020-2021
Questa voce raccoglie le informazioni riguardanti il Crystal Palace Football Club nelle competizioni ufficiali della stagione 2020-2021.

## Maglie e sponsor
| Casa | Trasferta | Terza maglia |

Sponsor ufficiale: W88
Fornitore tecnico: Puma

## Organigramma societario

### Staff tecnico
- Roy Hodgson - Allenatore
- Ray Lewington - Vice allenatore
- David Moss - Allenatore Primavera
- Steve Kember - Capo degli osservatori
- George Wood - Preparatore dei portieri
- Scott Guyett - Preparatore atletico
- Bill Jasper - Massaggiatore
- Alex Manos - Fisioterapista

## Organico

### Rosa
Aggiornata al 2 febbraio 2021.
| N. |                           | Ruolo | Calciatore                  |
| -- | ------------------------- | ----- | --------------------------- |
| 1  | Inghilterra (bandiera)    | P     | Jack Butland                |
| 2  | Inghilterra (bandiera)    | D     | Joel Ward                   |
| 3  | Paesi Bassi (bandiera)    | D     | Patrick van Aanholt         |
| 4  | Serbia (bandiera)         | C     | Luka Milivojević (capitano) |
| 5  | Inghilterra (bandiera)    | D     | James Tomkins               |
| 6  | Inghilterra (bandiera)    | D     | Scott Dann                  |
| 8  | Senegal (bandiera)        | C     | Cheikhou Kouyaté            |
| 9  | Ghana (bandiera)          | A     | Jordan Ayew                 |
| 10 | Inghilterra (bandiera)    | C     | Andros Townsend             |
| 11 | Costa d'Avorio (bandiera) | A     | Wilfried Zaha               |
| 12 | Francia (bandiera)        | D     | Mamadou Sakho               |
| 13 | Galles (bandiera)         | P     | Wayne Hennessey             |
| 14 | Francia (bandiera)        | A     | Jean-Philippe Mateta        |
| 15 | Ghana (bandiera)          | D     | Jeff Schlupp                |

| N. |                        | Ruolo | Calciatore        |
| -- | ---------------------- | ----- | ----------------- |
| 17 | Inghilterra (bandiera) | D     | Nathaniel Clyne   |
| 18 | Scozia (bandiera)      | C     | James McArthur    |
| 19 | Irlanda (bandiera)     | P     | Stephen Henderson |
| 20 | Belgio (bandiera)      | A     | Christian Benteke |
| 21 | Inghilterra (bandiera) | A     | Connor Wickham    |
| 22 | Irlanda (bandiera)     | C     | James McCarthy    |
| 23 | Belgio (bandiera)      | A     | Michy Batshuayi   |
| 24 | Inghilterra (bandiera) | D     | Gary Cahill       |
| 25 | Inghilterra (bandiera) | C     | Eberechi Eze      |
| 27 | Inghilterra (bandiera) | D     | Tyrick Mitchell   |
| 31 | Spagna (bandiera)      | P     | Vicente Guaita    |
| 34 | Inghilterra (bandiera) | D     | Martin Kelly      |
| 36 | Inghilterra (bandiera) | D     | Nathan Ferguson   |
| 44 | Paesi Bassi (bandiera) | D     | Jairo Riedewald   |